# Harold Jones
Harold J. Jones (født 27. februar 1940 i Richmond) er en amerikansk jazztrommeslager.
Jones har spillet med bl.a. Freddie Hubbard og Wes Montgomery. Han spillede i 1958 i bluesorkestret HoneyDrippers, hvorefter han spillede med Eddie Harris og i Paul Winters kvintet, som han turnerede rundt med i Sydamerika og senere spillede koncert med i Det Hvide Hus i Washington.
Harold Jones er nok bedst kendt som Count Basies trommeslager fra perioden 1967-1971. Han flyttede så til Los Angeles, hvor han har arbejdet som freelance musiker siden, bl.a. for Sarah Vaughan.